# Infinito potencial e infinito actual
El infinito actual (del latín tardío actualis, «activo», «eficaz») y el infinito potencial (del latín tardío potentialis, «de acuerdo a las posibilidades o la potencia») designan dos modalidades en las que lo infinito puede existir o concebirse. El primer término se trata de la interrogante de si acaso un dominio de cardinalidad infinita en todas sus partes siquiera puede existir realmente en un momento dado, o si en cada caso solamente existen o pueden imaginarse o construirse elementos determinados (antirrealismo en relación con el infinito actual, como por ejemplo en el constructivismo de la Escuela de Erlangen), de manera de que solo puede existir realmente el infinito potencial. En segundo término, de aceptarse la posibilidad en principio del infinito actual, se trata de cuáles serían los objetos actualmente infinitos. 
En el ámbito de la filosofía de las matemáticas esto se refiere especialmente a la cuestión de la existencia real de conjuntos con cardinalidad infinita, entre los que se cuenta por ejemplo la clase de los números naturales (lo que aquí presupone una postura también denominada «platonismo» en relación con los objetos matemáticos). La postura antirrealista (que en este contexto casi siempre es constructivista) podría formularse así: «Si bien no existe un número natural que sea el mayor de todos, tampoco existe una totalidad acabada de números naturales» (infinito potencial).
En la historia de la filosofía y en la ontología contemporánea, entre otros posibles objetos actualmente infinitos se discute acerca de: un conjunto infinito de substancias (por ejemplo átomos) o de unidades espaciales y temporales (en particular como continuo espaciotemporal), una secuencia infinita de causas (cuya imposibilidad es una de las premisas para diversas pruebas clásicas de la Existencia de Dios), así como Dios mismo.

## Historia del concepto
Anaximandro introdujo el concepto de lo ilimitado (a-peiros). Lo infinito es tanto ilimitado como indeterminado.
De las consideraciones de Platón se deriva la idea de un infinito actual. Es el principio determinado de la forma, el Uno, que estructura la variedad material a través de su delimitación.
En la ontología de Aristóteles, la contraposición de potencialidad y actualidad es fundamental, aplicándose también a conjuntos de objetos. A un conjunto, al que en principio puedan agregársele infinitos objetos, Aristóteles lo denomina «potencialmente» infinito. De lo anterior distingue el concepto de un conjunto que realmente contenga ya infinitos objetos. Según Aristóteles, esto último es imposible, con lo que rechaza también la idea de que un determinado principio infinito pueda explicar totalmente la unidad de la realidad finita. De acuerdo a él, lo «infinito“ solo se refiere a «aquello, fuera de lo cual aún sigue habiendo algo».
Este descarte de un infinito actual se empleó frecuentemente en filosofía de la religión, tanto en la antigüedad como en la Edad Media, para demostrar la existencia de Dios, porque así nunca puede concluir un progreso que en principio pueda llevarse a cabo en un número infinito de pasos. Es por ello que se considera impracticable una explicación de la realidad que parta con determinados objetos, indique sus respectivas causas y continúe así sucesivamente. En lugar de ello, se supone a Dios como primera causa, que en sí misma no es parte de una tal secuencia causal. Así por ejemplo en Tomás de Aquino.
Siguiendo al platonismo, Agustín de Hipona identifica a Dios directamente con el infinito actual.
Las discusiones, tanto en la antigüedad como en la Edad Media, sobre ontología y filosofía de la religión en su mayoría se refieren a estas bases.
En la transición al renacimiento y a la modernidad temprana, Nicolás de Cusa combina estas tradiciones con problemas matemáticos. En numerosas analogías aritméticas y geométricas intentó aclarar que a la razón finita le resulta imposible abarcar la unidad actual de lo infinito. Como ejemplo señalaba la imposibilidad de hacer coincidir de modo actual la línea recta y la curva por medio de la progresiva inscripción de polígonos con un número de aristas creciente dentro de un círculo. Este problema de cuadratura del círculo ya había sido tratado en numerosas ocasiones, entre otros por Thomas Bradwardine. En investigaciones recientes, muchas veces se comparan las consideraciones de Cusanus con los problemas de la filosofía de las matemáticas que se presentan desde los representantes tempranos del constructivismo matemático, así como con el pensamiento de Georg Cantor.
Cantor era de la opinión de que el infinito potencial tiene al infinito actual como premisa, posicionándose así claramente como adversario de Johann Friedrich Herbart, quien consideraba a su vez el concepto de lo infinito como límite móvil, que puede y debe trasladarse a cada momento.

## Diversos criterios en las matemáticas y en la filosofía de las matemáticas contemporáneas
Los potencialistas critican y rechazan la práctica de hablar de «conjuntos» infinitos, la que se ha impuesto en el bando actualista y se ha transformado, en la forma de la teoría axiomática de conjuntos, en uno de los fundamentos más importantes de las matemáticas. A fin de hacer resaltar el carácter polémico del concepto de conjunto, en lo que sigue a veces se le pondrá entre comillas.
El ejemplo más simple de un conjunto infinito es el conjunto {\displaystyle \mathbb {N} =\{1,2,\dots \}} de los números naturales: para cada número natural es posible señalar un sucesor, por tanto no hay fin. Cada uno de estos números (por grande que sea) puede señalarse en forma completa, mientras que eso no es posible para el conjunto {\displaystyle \mathbb {N} } con cada uno de sus elementos.
Desde el punto de vista de los finitistas, es por ello que {\displaystyle \mathbb {N} }, como todo otro ámbito infinito, no existe como conjunto. Pero un conjunto finito existe, puesto que es posible señalarla en forma explícita, enumerando todos sus elementos, como en {\displaystyle \{1,2,3,4,5\}}. El „conjunto“ {\displaystyle \mathbb {N} }, en este sentido, es solo potencialmente infinito, ya que si bien siempre se le pueden agregar elementos nuevos, nunca se habrá completado, ya que no es posible enumerar todos sus elementos.
Los ultrafinitistas objetan aquí que también los conjuntos finitos como {\displaystyle \{1,2,\dots ,n\}} (siendo n un número natural arbitrario) no pueden enumerarse en forma completa, cuando n es tan grande que surgen razones prácticas que lo impiden – la cantidad de papel disponible, el período de vida del escribano o la cantidad de partículas elementales, que en la parte accesible del universo con seguridad no supera los 10100.
En cambio, para un constructivista más moderado un conjunto está ya dado cuando existe un algoritmo/procedimiento con el que todo elemento de este conjunto pueda construirse en un número finito de pasos, es decir señalarse así. El conjunto de los números naturales en este sentido sería actualmente infinito, ya que existe en la forma de un algoritmo, con el que es posible generar cualquier número natural en un número finito de pasos. Es cierto que en este caso no es que el conjunto como resumen de sus elementos se encuentre «concluido», sino solo el algoritmo, el procedimiento operacional, por medio del cual se va generando paso a paso. Es por ello que muchos constructivistas evitan el concepto del «infinito actual», prefiriendo denominar los conjuntos tales como el de los números naturales como «operativamente cerrados», lo que simplemente quiere señalar que el correspondiente algoritmo tarde o temprano generará cada elemento del conjunto.
El ámbito de los números reales es el caso clásico de un conjunto no operativamente cerrado. Un algoritmo solamente puede producir números que puedan representarse con una cantidad finita de signos, de manera que si bien es posible construir conjuntos finitos o enumerables de números reales (para los constructivistas se trata de sucesiones regulares de números racionales) (por ejemplo dándole a cada una un nombre distinto), pero no es posible indicar un algoritmo capaz de generar todo número real. Porque este debería se capaz de producirlos en un número enumerable de pasos, lo que sin embargo es imposible, porque el conjunto de los números reales es no enumerable (segundo argumento de la diagonal de Cantor). El «conjunto“ de los números reales, por tanto, no puede señalarse por medio de un algoritmo (o por medio de un número finito de ellos), sino que se requieriría una cantidad infinita de algoritmos para generar todos los números reales y esos infinitos algoritmos, por su parte, no pueden generarse sobre la base de un algoritmo de orden superior (porque de ello también se desprendería que los números reales tendrían que ser numerables). Los algoritmos para la generación de todos los números reales, por tanto, no conforman un ámbito operativamente cerrado, por lo que difícilmente se les puede calificar como algo «concluido», formando en cambio un infinito potencial.
Es notable que - pese a estas dificultades para generar el conjunto de los números reales - también en el bando constructivista a ratos se expresa una concepción actualista con respecto a lo infinito de los números reales: el intuicionista Luitzen Egbertus Jan Brouwer considera al continuo como una intuición originaria, es decir como algo que le es dado al espíritu humano en forma acabada y que por tanto es actualmente infinito. En la medida en que el conjunto de los números reales constituye el modelo matemático más corriente del continuo, resulta posible entonces considerarlo también como infinito actual.
Es así que en la filosofía de las matemáticas, aparte del rechazo a todo tipo de concepto de infinito (ultrafinitismo), existen la aceptación exclusiva del infinito potencial (finitismo), la aceptación del infinito actual exclusivamente para conjuntos operativamente cerrados como la de los números naturales (constructivismo), así como la aceptación del infinito actual solo para el continuo (intuicionismo), mientras que el platonismo acepta sin más el infinito actual.
Tanto las matemáticas clásicas como también la inmensa mayoría de los matemáticos contemporáneos aceptan el infinito actual para todos aquellos conjuntos que se pueden definir sobre la base de los  axiomas de Zermelo-Fraenkel: el axioma del infinito conlleva la existencia del conjunto de los números naturales, el axioma de los conjuntos potencia la de los números reales. Sobre esta base axiomática resulta una variedad infinita de niveles del infinito actual, que se caracterizan por diferentes cardinalidades. Para los números cardinales, análogamente al caso de los números reales, no es posible señalar un proceso general de generación que sea capaz de generarlos a todos. Entre los matemáticos tampoco existe acuerdo en si acaso la «totalidad de los números cardinales» tiene sentido como concepto, o si se los puede considerar infinitos actuales. Resulta que considerar esta totalidad como conjunto en el sentido de la teoría axiomática de conjuntos conduce a una contradicción lógica (primera antinomia de Cantor).